# 老妇杀手
《老妇杀手》（英語：The Ladykillers）是2004年上映的美国黑色幽默电影，由科恩兄弟执导。剧本是根据1955年由威廉·罗斯编剧的英国伊灵喜剧同名电影改编的。
科恩兄弟与汤姆·雅各布森、巴里·索南菲尔德和巴里·约瑟夫森一起制作了这部电影。主演有汤姆·汉克斯、艾玛·霍尔、馬龍·韋恩斯、J·K·西蒙斯、马泰和瑞恩·赫斯特，这是科恩兄弟第一次与汤姆·汉克斯合作，也是科恩兄弟第一次翻拍电影。这是第一部乔尔和伊桑·科恩同时担任制片和导演的电影；之前，乔尔一直被认为是导演，伊森是制片人。
《老妇杀手》上映后收到的评价褒贬不一，一些影评人认为这部剧是科恩兄弟较弱的一部作品。

## 获奖
这部电影凭借艾尔玛·霍尔的表演获得了第57届戛纳电影节坎城影展評審團獎。